# 私立学校法
私立学校法（しりつがっこうほう、昭和24年12月15日法律第270号）は、私立学校に関する教育行政と、学校法人に関する日本の法律である。

## 主務官庁
- 文部科学省高等教育局私学部私学行政課

連携
- 文部科学省高等教育局私学助成課 - 私立学校振興助成法を所掌
- 文部科学省初等中等教育局財務課高校修学支援室 - 高等学校等就学支援金の支給に関する法律を担当
- 文部科学省初等中等教育局初等中等教育企画課・教育課程課 - 学校教育法を所掌
- 文部科学省初等中等教育局児童生徒課 - いじめ問題およびいじめ防止対策推進法を所掌
- 総務省情報流通行政局放送政策課 - 放送大学学園が行うテレビ・ラジオ放送を所掌
- 法務省民事局民事第二課 - 一般社団法人及び一般財団法人に関する法律を所掌
- こども家庭庁支援局虐待防止対策課 - 児童虐待問題を担当

## 概説
目的は、私立学校の特性にかんがみ、その自主性を重んじ、公共性を高めることによって、私立学校の健全な発達を図ることにある（1条）。 第二次世界大戦前の私立学校令（明治32年勅令第359号）と異なる点は、私立学校を自主的かつ公共的なものとした点、私立学校の設置者を学校法人とした点などである。
学校法人の設立や理事・評議員などの権限や責任などを定めるとともに、国または自治体の学校法人に対する監督などについて規定している。また、この法律によって都道府県に私立学校審議会が設置され、私立学校の設置や廃止などについて審議を行っている。
日本大学の幹部の背任や元理事長・田中英壽の脱税などの罪による逮捕など、私立大学の不祥事が相次いだことを受け、私立学校のガバナンス強化のため、2023年に私立学校法が大幅に改正され、理事・監事・評議員の権限が見直されたほか、役員の贈収賄の罪に関する刑事罰が新設された。改正法は一部の規定を除き2025年4月1日より施行される。

## 構成
- 第1章 総則（第1条 - 第4条）
- 第2章 私立学校に関する教育行政（第5条 - 第15条）
- 第3章 学校法人
  - 第1節 通則（第16条 - 第22条）
  - 第2節 設立（第23条 - 第28条）
  - 第3節 機関
    - 第1款 理事会及び理事
      - 第1目 理事の選任及び解任等（第29条 - 第35条）
      - 第2目 理事会及び理事の職務等（第36条 - 第40条）
      - 第3目 理事会の運営（第41条 - 第44条）

    - 第2款 監事
      - 第1目 選任及び解任等（第45条 - 第51条）
      - 第2目 職務等（第52条 - 第60条）

    - 第3款 評議員会及び評議員
      - 第1目 評議員の選任及び解任等（第61条 - 第65条）
      - 第2目 評議員会及び評議員の職務等（第66条 - 第68条）
      - 第3目 評議員会の運営（第69条 - 第79条）

    - 第4款 会計監査人
      - 第1目 選任及び解任等（第80条 - 第85条）
      - 第2目 職務等（第86条・第87条）

    - 第5款 役員、評議員又は会計監査人の損害賠償責任等（第88条 - 第97条）

  - 第4節 予算及び事業計画等（第98条 - 第100条）
  - 第5節 会計並びに計算書類等及び財産目録等（第101条 - 第107条）
  - 第6節 寄附行為の変更（第108条）
  - 第7節 解散及び清算並びに合併（第109条 - 第131条）
  - 第8節 助成及び監督（第132条 - 第137条）
  - 第9節 訴訟等
    - 第1款 学校法人の組織に関する訴え（第138条・第139条）
    - 第2款 責任追及の訴え（第140条・第141条）
    - 第3款 会計帳簿等の提出命令（第142条）
- 第4章 大臣所轄学校法人等の特例（第143条 - 第151条）
- 第5章 雑則（第152条 - 第156条）
- 第6章 罰則（第157条 - 第164条）
- 附則

## 用語（2、3条）
学校
学校教育法1条に規定する学校（幼稚園、小学校、中学校、義務教育学校、高等学校、中等教育学校、特別支援学校、大学（短期大学を含む）および高等専門学校。いわゆる「一条校」）、及び就学前の子どもに関する教育、保育等の総合的な提供の推進に関する法律（認定こども園法）第2条第7項に規定する幼保連携型認定こども園をいう。
専修学校
学校教育法124条に規定する専修学校をいう。
各種学校
学校教育法第134条第1項に規定する各種学校をいう。
私立学校
学校法人の設置する学校をいう。